# Hej, Rock & Roll / Przytul mnie
Hej, Rock & Roll / Przytul mnie – drugi singel zespołu Kombi. Został wydany w 1980 roku.

## Lista utworów
1. „Hej, Rock & Roll” (muz. i sł. Grzegorz Skawiński) - 3:20
2. „Przytul mnie” (wersja instrumentalna) (muz. Sławomir Łosowski) - 4:55